# Francine Poitevin
Pour les articles homonymes, voir Poitevin et Paillé.
Francine Poitevin, de son vrai nom Marie-Blanche Paillé, née le 10 avril 1869 à Chaunay (département de la Vienne) et morte le 17 août 1946 à Poitiers, est une enseignante, une écrivaine, et une ethnologue de la ruralité poitevine. 
Elle a contribué à l'ouverture du département ethnographique au Musée de la ville de Poitiers en 1938, enrichissant les collections autour de thèmes relevant de la ruralité et de la vie domestique qui enracine le Musée dans l’histoire du Poitou.

## Biographie
Marie-Blanche Paillé naît le 10 avril 1869 à Chaunay.
Elle sera institutrice de 1889 à 1917.
Elle se marie à Chaunay avec Émile Gilot, instituteur public à Vivonne, (où elle exerçait depuis le 1er avril 1890), le 19 août 1890, à l’âge de 21 ans. Ils auront une fille : Berthe Blanche Gilot, née le 24 mai 1891 à Vivonne.
À partir des années 1900, elle consacrera sa vie à promouvoir la culture paysanne et la terre poitevine par le recueil de souvenirs et de témoignages liés au monde rural. Elle recherche des objets dont l'usage s'est perdu, et remplit pour chacun d'eux une fiche descriptive. En 1938 elle donne sa collection au musée de Poitiers qui deviendra le premier musée d'ethnographie poitevine. 
Engagée dans la défense de l'école laïque, elle devient également membre du Comité de Vigilance des Intellectuels Antifascistes contre l’obéissance passive. 
Elle décède le 17 août 1946 à Poitiers.  

## Hommages

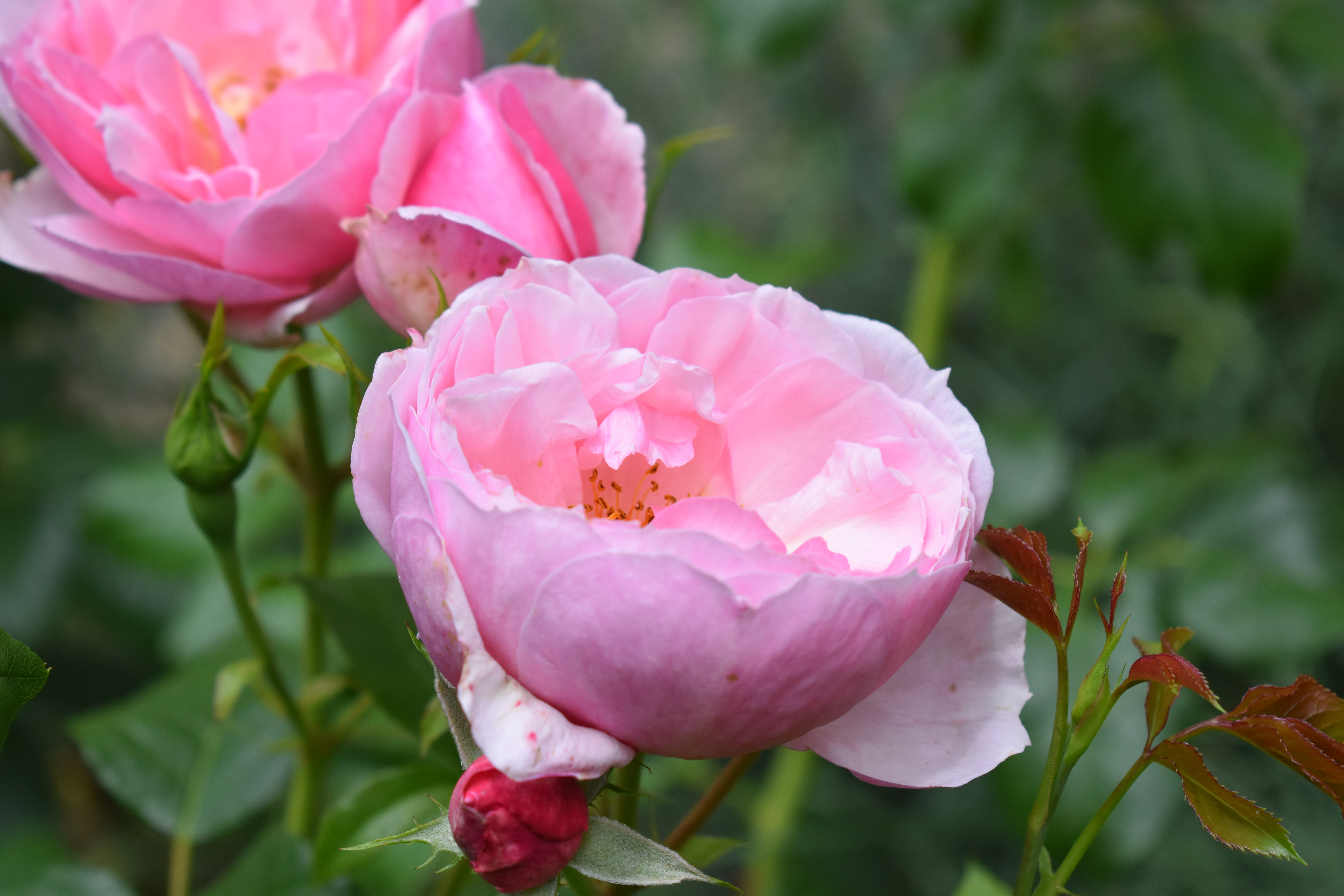
Rose Marie Blanche Paillé (Abbaye de Beaulieu-en-Rouergue).

Depuis le 21 septembre 2002, une plaque orne la façade de la maison natale de Francine Poitevin au 15, Grande Rue à Chaunay. L'école primaire de Chaunay porte son nom.  
À l'Université de Poitiers se trouve la résidence Francine Poitevin.
Une exposition, intitulée Francine Poitevin ou l'ethnographie au musée : de la passion à la science s'est déroulée du mois de juin 1986 au mois de décembre 1987 au musée de la Ville de Poitiers. 
La mairie de Poitiers a dédié une rose à Marie-Blanche Paillé dans la nouvelle roseraie installée par la municipalité en 2017. 

## Œuvres
L’œuvre muséographique de Francine Poitevin est accompagnée de publications d’ouvrages qui donnent à voir le milieu familial et social contemporain des objets qu’elle a rassemblés. 
- Rester. Aux éditions de la Grand’Goule, 1932. (Poitiers : Imprimerie l’Union). 164 p. Illustrations de Georges-Albert Bessé, 1871-1958.

- La fée de Vieillefont en Poitou. Poitiers : Librairie de l’université. H. Mansuy. 1932. 314 p. in 16. Prix Montyon de l'Académie française, 1933[9].
- Le miracle de la fontaine de Soif en Poitou. Imprimerie de l’Union. 1932. 30p.
- La terre poitevine. Paris : E. Figuière, 1934. 157 p. In-16.
- Jeanne d'Arc fille de la terre : bergère de Domrémy. Paris : Éditions de la Jeune Académie , 1933. 1 vol. (35 p.) 19 cm.
- Le Poitou, arts et traditions populaires. Poitiers : impr. l'Union , [n.d. ca 1932-1935]. 80 p., [10] p. de pl. 24 cm.Dans cette plaquette Francine Poitevin présente un certain nombre d’objets par section, chaque évocation expliquant le contexte dans lequel ils étaient utilisés, sous forme d’itinéraire de visite.La plaquette est complétée par la reproduction de chants de Noël poitevins et d’un glossaire.Nombreuses illustrations par Georges-Albert Bessé, dont celle de la couverture, et plusieurs photographies par Jules Robuchon.
- Contes et légendes du Poitou. Éditions Corymbe, Niort, 1938. Collection « L’Achillée ». Préface par Charles Brun.
- Pacte des femmes de tous les pays contre la guerre. Poitiers, Imp. l'Union / (s. d.).

## Archives
En 1946, le musée de Poitiers reçoit ses manuscrits et tapuscrits. 
On trouve plusieurs manuscrits de Francine Poitevin à la Bibliothèque nationale de France (BnF). Département des Manuscrits. Paris, sous la cote : NAF 28108 (Boîte 23).